# Warner Bros. Discovery
A Warner Bros. Discovery, Inc. egy szórakoztatóipari-, és médiakonglomerátum, a világ egyik legnagyobb médiavállalata, amely a WarnerMedia és a Discovery Inc. egyesülésével jött létre. Tevékenysége kiterjed a filmgyártásra, a tv-csatornák üzemeltetésére, a kiadásra, az internetes szolgáltatásra és a telekommunikációra. Leányvállalatai közé tartozik többek között a Warner Bros. film- és televízióstúdió, az HBO, a Cinemax, a CNN, a TBS, a TNT, a Cartoon Network, az Adult Swim, a Discovery Channel, a Food Network, a HGTV, a The CW, a Eurosport, a Discovery+, az HBO Max, a DC Comics és továbbiak.

## Története

### Előzmények
2021. május 17-én az AT&T bejelentette, hogy beleegyezett, hogy a WarnerMedia egyesüljön a Discovery Inc.-el, amelyre hatósági engedélyre volt szükség. Az AT&T részvényesei 71%-os részesedéssel fognak rendelkezni az új társaság részvényeiben, és hét igazgatósági tagot neveznek ki, a Discovery részvényesei pedig 29%-os fognak rendelkezni és hat igazgatósági tagot neveznek ki.
2021. december 22-én a tranzakciót az Európai Bizottság jóváhagyta.
2022. január 26-án az AT&T vezérigazgatója, John Stankey kijelentette, hogy az egyesülés várhatóan valamikor 2022 második negyedévében zárul le. A tranzakciót a brazil trösztellenes hatóság február 7-én, majd az Egyesült Államok Igazságügyi Minisztériuma február 9-én hagyta jóvá. 2022. március 11-én a Discovery részvényesei jóváhagyták az egyesülést. Az egyesülés szerkezetéből adódóan nem igényel külön jóváhagyást az AT&T részvényeseitől.

### Az egyesülés után
2022. április 6-án a Variety arról számolt be, hogy az egyesülés akár április 8-án is befejeződhet.
Az egyesülés hivatalosan 2022. április 8-án fejeződött be, a kereskedés április 11-én kezdődött a Nasdaq-on. A cég ekkor mutatta be végleges logóját, amelyen a Warner Bros. történelmi pajzs logója látható.
Az egyesült vállalat több vezetőt is megtartott a WarnerMediától, köztük Toby Emmerich és Channing Dungey filmes és televíziós vezetőt, valamint az HBO és az HBO Max tartalomért felelős vezetőjét, Casey Bloyst. A vállalat vezetői pozícióinak többségét Discovery-ben dolgozók töltik be, köztük Gunnar Wiedenfels pénzügyi igazgató, JB Perrette a Global Streaming and Interactive Entertainment elnök-vezérigazgatója, valamint a Discovery életmód-márkákért felelős vezetőjét.
2022. április 21-én Licht és Perrette bejelentette a CNN CNN+ streaming szolgáltatásának leállítását, amely csak két héttel az egyesülés befejezése előtt indult. Az új vezetés összeegyeztethetetlennek tartotta azzal a céllal, hogy egységes streaming szolgáltatást hozzon létre a Warner Bros. Discovery.

## Vezetőség
Vezetők
- David Zaslav, elnök-vezérigazgató
- Gunnar Wiedenfels, pénzügyi igazgató
- Toby Emmerich, a Warner Bros. Pictures Group elnöke
- Channing Dungey, a Warner Bros. Television Group elnöke
- Kathleen Finch, az US Networks Group elnöke és tartalomügyi igazgatója
  - Tom Ascheim, elnök, Warner Bros. Global Kids, Young Adults and Classics
- JB Perrette, a Warner Bros. Discovery Global Streaming and Interactive Entertainment vezérigazgatója és elnöke
- Gerhard Zeiler , a Warner Bros. Discovery International elnöke
- Casey Bloys, az HBO és az HBO Max tartalomért felelős igazgatója
- Chris Licht, a CNN Global elnök-vezérigazgatója

| Igazgatóság - Samuel A. DiPiazza (elnök) - David Zaslav - Robert R. Bennett - Li Haslett Chen - Richard W. Fisher - Paul A. Gould - Debra L. Lee - Dr. John C. Malone - Fazal Merchant - Steven A. Miron - Steven O. Newhouse - Paula A. Price - Geoffrey Y. Yang |

## Magyarországi érdekeltségei
A Warner Bros. Discovery három irodát üzemeltet Budapesten, melyek magyarországi televíziós csatornáiért felelnek. A magyarországi televíziós piacon lokalizált Cartoon Network, Boomerang, Cinemax, Cinemax 2, HBO, HBO 2 és HBO 3 csatornáival van jelen. Előbbi kettőt Londonból sugározza, ezekért a Turner Broadcasting System magyarországi irodája felel. Az utóbbi öt csatorna üzemeltetése már Budapestről történik, az európai HBO-szolgáltatások székhelye is itt található. Budapestről sugározzák a cseh, lengyel, román, bolgár, horvát, szlovén, szerb és macedón nyelvű adásváltozatokat is. Emellett ezeken a nyelveken és magyarul is elérhető az HBO Max elnevezésű streaming szolgáltatás, amely a régió legnépszerűbb ilyen típusú szolgáltatástípusa. A harmadik iroda által működtetett csatornák közé tartozik többek között a Discovery Channel mellett az Animal Planet, a Discovery Science, a DTX, a Eurosport, a Eurosport 2, a Food Network, a HGTV, a TLC, a Travel Channel és az ID is.

## További információ
- Hivatalos honlap